# Mittendrin (Album)
Mittendrin ist ein 2000 erschienenes Musikalbum der Gruppe Pur. Es war das zehnte Album der Gruppe und das erste, das beim Major-Label EMI Electrola erschien.

## Entstehung und Veröffentlichung
Im August 1998 hatte Pur die Tour zu ihrem Album Mächtig viel Theater abgeschlossen. Die Titel des neuen Albums Mittendrin entstanden von Herbst 1998 bis Frühjahr 2000, wobei die meisten Titel im bandeigenen Tonstudio in Bietigheim aufgenommen wurden. Pur hatte 1999 das EMI-Sublabel Intercord verlassen und war zu EMI Electrola gewechselt. Die Produktion des Albums wurde nicht mehr von Dieter Falk, sondern von den Bandmitgliedern selbst übernommen.
Mit Adler sollen fliegen wurde auf dem Album ein Lied veröffentlicht, das bereits im Oktober 1999 in der Presse angekündigt worden war. Das Lied entstand im Auftrag von RTL für die DSV-Skispringer. Es wurde beim Neujahrsspringen am 1. Januar 2000 in Garmisch-Partenkirchen uraufgeführt und live im Fernsehen übertragen. Der Titel war dabei Teil einer Vermarktungsoffensive des Senders RTL, der ab 2000 für drei Jahre die Übertragungsrechte der wichtigsten Wettkämpfe im Skispringen und -fliegen besaß. Adler sollen fliegen wurde am 3. Januar 2000 als Single veröffentlicht und erreichte Platz 9 der deutschen Charts. Im Musikvideo zur Single ist unter anderem Dieter Thoma zu sehen. Der Vorverkauf für die neue Album-Tour begann kurz nach der Single-Veröffentlichung ebenfalls im Januar 2000. Die Stuttgarter Zeitung merkte dazu an: „Zur Zeit kauft man aber noch ein wenig die Katze im Sack. Denn von der neuen CD ist bisher erst die Single ‚Adler sollen fliegen‘ bekannt.“
Am 7. August 2000 wurde die Single Herzbeben aus dem Album im Voraus ausgekoppelt, die Platz 4 der deutschen Single-Charts erreichte. Anfang Oktober 2000 ging Pur auf Werbetour für das neue Album, wobei der erste Auftritt in München stattfand; weitere Stationen waren Frankfurt, Köln, Hamburg, Berlin und Leipzig. Am 11. September 2000 kam das neue Album heraus, das bereits durch die Vorbestellungen Platinstatus erreicht hatte und direkt auf Platz 1 der deutschen Album-Charts einstieg.
Am 14. Oktober 2000 stellten Pur ihr neues Album in der Sendung Wetten, dass..? vor. Vom 27. Oktober bis 23. Dezember 2000 ging die Gruppe unter dem Titel Mittendrin – Pur Tour 2000 auf Album-Tournee, die sie in verschiedene deutsche Städte sowie Anfang November auch nach Basel und Zürich führte. Eine Besonderheit der Konzertbühne der Tour war, dass die Gruppe analog zum Albumtitel auf einer Rundbühne mit mehreren Etagen in der Mitte des Zuschauerraums auftrat. Unterstützt wurde sie bei ihrer Show durch die brasilianisch-deutsche Artistengruppe Tarantula. Mit zwei ausverkauften Konzerten in der Kölnarena (je 18.037 Zuschauer) stellte Pur nach eigener Aussage einen neuen deutschen Hallenkonzert-Rekord auf. Am 1. Dezember 2000 erschien unter dem Titel Mittendrin und ganz viel drumherum ein Video zur Tour.

## Titelliste
1. Herzbeben (Album Version) – 4:58
2. Mittendrin – 5:59
3. Tausendundeine Nacht – 4:00
4. Bei dir sein – 4:32
5. Weißt du wie – 3:30
6. Schneckenfreund – 5:08
7. Buckelwale (Die Frage nach dem Sinn) – 5:34
8. Supermann – 5:32
9. Tränen im Kissen – 4:30
10. Engel zu Staub – 4:42
11. Kopf frei – 4:06
12. Adler sollen fliegen (Album Version) – 5:41
13. Einzug der Gladiolen – 2:33

## Rezeption
„Die meisten Songs des neuen Albums sind rockig, aber nicht zu rockig, sind direkt, aber nicht zu direkt, sind so getextet, dass sie Böswillige bieder nennen könnten, obwohl doch ‚rechtschaffen‘ viel besser passt“, schrieb die Stuttgarter Zeitung. Der Nordkurier kritisierte die musikalische Kreativlosigkeit, so „haben sie sich irgendwie geklont, zumindest ihre früheren Hits. […] Pur scheint der Mut zu fehlen, mal mit einem anderen Stil die Radiosender zu erobern.“ „Von unproblematischen Popsongs wimmelt es […] auf dem neuen Album“, stellte die Leipziger Volkszeitung fest. Die Sächsische Zeitung urteilte ähnlich: „Wie gehabt schlagen Pur eine Brücke zwischen ambitioniertem Schlager und Deutschrock.“ Die Welt bezeichnete Mittendrin als „sinistre[s] Machwerk…“ mit „holterdiepolter geschmiedeten Reimen ohne jeden Sinn“ und „Schülerband-Akkorden ohne jeden Hauch von Rock’n’Roll.“ Der Musikjournalist Rudi Raschke schrieb in der Badischen Zeitung: „Bei Abzug aller Emotionalität liegt der Gehalt von Mittendrin auf Augenhöhe mit dem Spätwerk von Roberto Blanco.“

## Auszeichnungen
Mittendrin erhielt in Deutschland Doppel-Platin und erreichte in der Schweiz Gold-Status. Im Jahr 2001 gewann Pur für Mittendrin einen Echo in der Kategorie „Gruppe des Jahres national“.